# Attaque à Münster de 2018
L'attaque à la voiture-bélier du 7 avril 2018 à Münster (Rhénanie-du-Nord-Westphalie) a eu lieu le quand une camionnette a renversé plusieurs piétons dans cette ville d'Allemagne. Il y a eu deux morts, une trentaine de blessés dont six dans un état critique (bilan provisoire). Le conducteur du véhicule s’est suicidé.

## Contexte
L'Allemagne avait déjà connu un attentat au camion-bélier, sur le marché de Noël de Berlin, le 19 décembre 2016. L'Allemagne avait également connu un meurtre-suicide très médiatisée en 2015, le crash volontaire du vol 9525 Germanwings sur le sol Français.

## Déroulement
Le 7 avril 2018, une camionnette fonce sur le restaurant Kiepenkerl, une institution de la ville de Münster. L'attaque fait plusieurs morts. Le conducteur se suicide par balles ensuite.
La police évacue la vieille ville peu de temps après, à la recherche d'explosifs. Des contrôles de police armés sont effectués sur les routes et dans les villes aux alentours de Münster. Le deuxième bilan fait état de 2 morts (plus l'assaillant) et de 20 blessés dont 6 en danger de mort.

## Conséquences
Une manifestation de 1 500 Kurdes qui devait avoir lieu le jour même à Münster est annulée.

## Réactions

### En Allemagne
- La porte-parole du gouvernement allemand, Ulrike Demmer, tweete : « Terribles nouvelles, nos pensées sont avec les victimes et leurs proches »[1]
- Le maire de la ville, Markus Lewe, déclare aux journalistes : « Toute la ville de Münster pleure ce terrible événement. Nous transmettons notre sympathie aux proches de ceux qui ont été tués et souhaitons un prompt rétablissement aux blessés »[2].
- La ministre fédérale de la Justice, Katarina Barley, twitte : « Tout doit être mis en œuvre afin d'éclaircir le contexte de cet acte »[2].
- Le ministre de l'Intérieur, Horst Seehofer commente : « Mes pensées vont aux victimes et à leurs proches et amis. Les polices de Münster et de Westphalie-Rhénanie du Nord travaillent à plein régime pour éclaircir les faits. »[3]
- La cheffe de file du SPD Andrea Nahles dit : « J'espère les autorités feront rapidement toute la lumière »[3]
- La chancelière Angela Merkel préfère ne pas réagir à chaud[3].
- Le parti de droite radicale et anti-immigrée AfD préfère ne pas réagir, sauf sa responsable Beatrix von Storch qui profite de l'attaque pour critiquer la politique sur l'immigration d'Angela Merkel, avant d'être elle-même critiquée car l'assaillant était allemand[3].

## Enquête
D'après les premières informations, le conducteur serait un Allemand né en 1969 connu pour des troubles psychiques. Quelques heures plus tard, la piste terroriste est écartée, et encore plus spécifiquement la piste du terrorisme islamiste. L'enquête découvre que l'assaillant avait déjà tenté de se suicider par le passé. Le lendemain, son nom est partiellement révélé, Jens R. C'était un ancien petit délinquant. Et il entretenait des liens avec l'extrême-droite.
Dans la camionnette du crime, les enquêteurs retrouvent le pistolet que Jens R. a utilisé avant de se suicider, un pistolet d'alarme, et une dizaine de gros feux d'artifice dont la poudre peut être réutilisée pour fabriquer des explosifs (c'est ainsi qu'avait été fabriquée la bombe d'un des deux attentats du Marathon 2013 de Boston). Une Kalachnikov RPK désactivée est retrouvée à son domicile,.
La police envisage deux hypothèses pour expliquer l'attaque, ou Jens R. a voulu se suicider en emportant autant de personne que possible afin de médiatiser son suicide –comme lors du suicide du pilote du vol 9525 Germanwings–, ou l'attaque est bien un attentat politique mené au nom de l'extrême-droite allemande.